# Xylosma vincentii
Xylosma vincentii är en videväxtart som beskrevs av André Guillaumin. Xylosma vincentii ingår i släktet Xylosma och familjen videväxter. Inga underarter finns listade i Catalogue of Life.